# Конику (округ)
Конику, также Кони́ке (англ. Conecuh County) — округ в США, штате Алабама. Официально образован в 1818 году. По состоянию на 2000 год, численность населения составляла 14 089 человек. Административный центр округа — Эвергрин.

## География
По данным Бюро переписи США, общая площадь округа — 2208 км², из которых 2203,5 км² — суша, а 4,4 км² или 0,2% — это водоемы.

### Соседние округа
|        | Монро    |           | Батлер |  |
|        | север    |           |        |  |
| Конику |          |           |        |  |
| юг     |          |           |        |  |
|        | Эскамбия | Ковингтон |        |  |

## Демография
По данным переписи населения 2000 года в округе проживало 14 089 жителей, в составе 5792 хозяйств и 3938 семей. Плотность населения была 6 чел. на 1 квадратный километр. Насчитывалось 7265 жилых домов. Расовый состав населения был 55,4% белых, 43,55% чёрных или афроамериканцев, и 0,6% представители двух или более рас. 0,72% населения являлись испаноязычными или латиноамериканцами.
Из 5792 хозяйств 30,9% воспитывают детей возрастом до 18 лет, 47,7% супружеских пар живущих вместе, 16,2% женщин-одиночек, 32% не имели семей. 30,1% от общего количества живут самостоятельно, 13,5% — лица старше 65 лет, живущие в одиночку. В среднем на каждое хозяйство приходилось 2,42 человека, среднестатистический размер семьи составлял 3,01 человека.
Показатели по возрастным категориям в округе были следующие: 25,9% жители до 18 лет, 8,3% от 18 до 24 лет, 25,8% от 25 до 44 лет, 24,3% от 45 до 64 лет, и 15,8% старше 65 лет. Средний возраст составлял 38 лет. На каждых 100 женщин приходилось 89,8 мужчины. На каждых 100 женщин в возрасте 18 лет и старше приходилось 84,3 мужчины.